# Concilio di Pisa
Il concilio di Pisa (o conciliabolo, in quanto ritenuto successivamente illegittimo) del 1409 fu un concilio indetto nel 1408, nel periodo del Grande scisma d'Occidente, e a cui partecipò la maggior parte dei cardinali della Chiesa cattolica, in quel periodo divisa in "obbedienza romana" ed "obbedienza avignonese". Questo concilio, nato per superare tale divisione, in realtà non fu mai riconosciuto dalle due obbedienze e finì per creare un'ulteriore divisione all'interno della Chiesa cattolica, la cosiddetta "obbedienza pisana".

## Preliminari
Lo Scisma d'Occidente durava ormai da più di trenta anni (fin dal 1378), e nessuno dei mezzi impiegati per ricomporlo aveva avuto successo. Non si era mai tentato seriamente di trovare un compromesso o un accordo arbitrale tra le due fazioni, a causa dell'ostinazione dei papi rivali, tutti ugualmente convinti dei loro diritti; anche l'interferenza di principi ed eserciti era stata senza risultato. Durante questo periodo di divisione, a papa Urbano VI (al secolo, Bartolomeo Prignano) erano succeduti Bonifacio IX, Innocenzo VII e Gregorio XII nella Chiesa romana, mentre al soglio pontificio di Avignone, l'antipapa Benedetto XIII era succeduto all'antipapa Clemente VII (al secolo, Roberto di Ginevra).
I cardinali di ambo le parti erano grandemente scontenti, gli uni della pusillanimità e del nepotismo di Gregorio XII e gli altri dell'ostinazione e della cattiva volontà di Benedetto XIII, assolutamente determinato ad avvalersi di un più efficace mezzo, vale a dire di un concilio generale. Il re francese Carlo V era anch'egli, fin dall'inizio dello scisma, favorevole a un concilio e aveva raccomandato in assemblea ad Anagni e a Fondi questo mezzo ai cardinali rivoltosi contro Urbano VI. Quest'ultimo, sul letto di morte, aveva espresso lo stesso desiderio (1380). L'idea di un concilio era stata sollecitata da molti consigli, dalle città di Gand e Firenze, dalle Università di Oxford e di Parigi e dai dottori più rinomati del tempo, quali, ad esempio, Enrico di Langenstein (con l'Epistola pacis del 1379 e l'Epistola concilii pacis del 1381), Corrado di Gelnhausen (con l'Epistola Concordiæ del 1380), Jean Gerson (con il Sermo coram Anglicis) e specialmente il maestro di quest'ultimo, Pierre d'Ailly,  vescovo di Cambrai. Incoraggiati da tali prese di posizione, oltre che da quelle di Carlo VI, quattro membri del Sacro Collegio di Avignone si recarono a Livorno dove procurarono di ottenere un incontro con la fazione romana, presto appoggiati e raggiunti da altri.
L'assemblea in tal modo riunita cercò, a dispetto di tutte le difficoltà, di ritrovare l'unione della Chiesa, cercando di mantenere un'equa distanza dalle controparti. Tra il 2 e il 5 luglio del 1408, essi indirizzarono a principi e prelati un'enciclica, convocandoli ad un concilio generale che si sarebbe dovuto tenere a Pisa il 25 marzo 1409. Per opporsi a questo progetto l'antipapa Benedetto XIII convocò un concilio a Perpignano, mentre Gregorio XII ne convocò un altro ad Aquileia. Queste assemblee condussero a scarsi risultati, essendo tutta l'attenzione e le speranze del mondo cattolico rivolte al concilio di Pisa. Le università di Parigi, Oxford e Colonia, molti prelati ed i dottori più distinti, come d'Ailly e Gerson, approvarono apertamente l'azione dei cardinali in rivolta. I principi, d'altro canto, non si compattarono in un fronte comune, anche se la maggior parte di essi smise di contare sulla buona volontà dei papi rivali e decise di agire senza di essi e, se necessario, contro di essi.

## La condanna dei due contendenti e l'elezione di Alessandro V
Alla festa dell'Annunciazione (25 marzo) del 1409, quattro patriarchi, ventidue cardinali e ottanta vescovi si riunirono nella cattedrale di Pisa sotto la presidenza del cardinale Malesset, vescovo di Palestrina. V'erano i rappresentanti di cento vescovi assenti, ottantasette abati con le procure di chi non era potuto venire a Pisa, quarantuno, tra priori e generali di ordini religiosi, e trecento dottori in teologia o diritto canonico. Presenti erano anche gli ambasciatori di tutti i regni cristiani. Due cardinali diaconi, due vescovi e due notai si avvicinarono con fare solenne alle porte della chiesa e, aprendole, con voce forte, invitarono in lingua latina i pontefici rivali ad apparire, ma nessuno rispose. "È stato nominato qualcuno per rappresentarli?", aggiunsero, e ancora nessuno rispose. I delegati ripresero posto e richiesero che Gregorio e Benedetto fossero dichiarati colpevoli di contumacia. Tale cerimonia fu ripetuta senza successo nei tre giorni successivi ed in tutto il mese di maggio furono sentiti numerosi testimoni, ma la dichiarazione formale dell'accusa di ribellione non ebbe luogo che alla quarta sessione. In difesa di Gregorio, un'ambasciata tedesca, contraria al progetto conciliare dei cardinali in assemblea, si recò a Pisa il 15 aprile, rispondendo all'istanza di Roberto di Baviera, re dei Romani. Giovanni, arcivescovo di Riga, si fece ambasciatore di numerose obiezioni, ma in generale i delegati tedeschi suscitarono un'ostilità tale da essere costretti a lasciare la città. La linea di condotta adottata da Carlo Malatesta, principe di Rimini, si dimostrò diversa: difese Gregorio indicandone le qualità di uomo di lettere, di oratore, di statista e di cavaliere, ma anch'egli fallì.
Benedetto rifiutò di partecipare al concilio di persona e i suoi delegati arrivarono molto tardi (14 giugno) e le loro richieste suscitarono le proteste, le risa, gli insulti e persino le minacce del clero riunito. Il cancelliere d'Aragona fu ascoltato con assai poco favore, mentre l'arcivescovo di Tarragona avanzò una dichiarazione di guerra più audace che saggia. Intimiditi dalle aspre rimostranze dell'assemblea, gli ambasciatori lasciarono segretamente la città e ritornarono dai rispettivi padroni.
Contrariamente a quanto si crede, l'elemento francese non risultò preponderante né nel numero né nell'influenza. Vi fu una profonda unanimità d'intenti che regnò fra i 500 membri durante il mese di giugno, in particolare durante la quindicesima sessione generale (5 giugno). La condanna dei due contendenti fu infine formalmente definita. Non mancò una certa emozione quando il patriarca di Alessandria, Simon de Cramaud, indirizzò all'assemblea queste parole: 
Queste parole furono salutate con un applauso gioioso, il Te Deum fu cantato ed un corteo solenne fu ordinato per il giorno successivo, festa del Corpus Domini. Tutti i membri apposero le loro firme alla delibera del concilio: sembrò che lo scisma fosse giunto ad una conclusione. Il 15 giugno i cardinali si ritrovarono nel palazzo arcivescovile di Pisa per procedere all'elezione di un nuovo papa. Il conclave durò undici giorni. Furono pochi gli ostacoli provenienti dall'esterno e non produssero ritardi significativi. Si disse che nel clero riunito a Pisa si brigasse per l'elezione di un papa francese, ma il 26 giugno del 1409, con il concorso e l'influenza dell'energico Baldassarre Cossa, i voti s'indirizzarono unanimemente in favore del cardinale Pietro Filargo, che prese il nome di papa Alessandro V. La sua elezione era attesa e desiderata, come testimoniarono le manifestazioni di simpatia che egli e le posizioni conciliari ricevettero. Poté presiedere le ultime quattro sessioni del concilio, confermò tutte le ordinanze fatte dai cardinali dopo il loro rifiuto d'obbedienza agli antipapi, riunì i due sacri collegi, a lungo rimasti separati, e dichiarò che avrebbe lavorato energicamente per la riforma.

## Giudizio del Concilio di Pisa
I cardinali considerarono loro indisputabile diritto quello di convocare un concilio generale per porre fine allo scisma. Il principio che stava alla base di questo atteggiamento era Salus populi suprema lex est, secondo il quale l'interesse generale del corpo della Chiesa risiede nel mantenimento della propria integrità e unità, interesse messo a rischio grave dall'esistenza di due teste in contrapposizione. L'atteggiamento stesso dei due pretendenti avversari sembrò giustificare la necessità di un concilio. Era percezione diffusa che lo scisma non sarebbe mai giunto ad un termine finché i due papi contrapposti, uomini ostinati e pervicaci, fossero stati alla testa delle due fazioni. Né, d'altra parte, v'era papa alcuno che, al di sopra della contesa, potesse monarchicamente convocare il concilio. Ma se sorgeva il dubbio dell'infallibilità dei due papi contrapposti, non poteva andare troppo diversamente per i cardinali che loro stessi avevano creato tali.
Estrema preoccupazione era poi suscitata dalla constatazione che in futuro qualcuno si sarebbe potuto avvalere del precedente per proclamare la superiorità conciliare del Sacro Collegio nei confronti del papa. La posizione della Chiesa era estremamente precaria: invece di due papi si era finito per averne tre, e tutti e tre erano perseguitati ed esiliati dalle loro capitali. In ogni caso, la posizione di Alessandro V era migliore di quella di Clemente VII o di Benedetto XIII ed infatti egli ottenne il riconoscimento ufficiale della maggior parte della cristianità (la Francia, il Portogallo, la Boemia, l'Italia, il Contado Venassino, la Prussia ed altri territori germanici; a favore di Gregorio erano invece il Regno di Napoli, la Polonia e la Baviera; a favore di Benedetto erano la Spagna e la Scozia).
Il concilio di Pisa è stato oggetto di severe critiche. Un violento partigiano di Benedetto, Bonifacio Ferrer, lo definì "una conventicola di demoni". Teodoro Urie, sostenitore di Gregorio, mise in dubbio la necessità stessa di quell'assemblea. Sant'Antonino Pierozzi e Tommaso De Vio misero in dubbio la sua autorità. D'altra parte, la scuola gallicana ne approvò lo spirito, sottolineando l'eccezionale contesto che ne determinò la realizzazione. Bossuet dice nella sua svolta: «Forse lo scisma che ha devastato la Chiesa di Dio non è stato eliminato a Pisa ma, in ogni caso, ricevette lì un colpo mortale ed il Concilio di Costanza completò l'opera». I protestanti approveranno lo spirito del concilio incondizionatamente, vedendo in esso "il primo passo verso la liberazione del mondo" e salutandolo come un preludio della Riforma (Gregorovius). Roberto Bellarmino ne sottolineò l'inefficacia.